# عبد المعز
عبد المعز (1886 - 1959) صحفي وكاتب إندونيسي يعد أحد أبرز المناضلين من أجل الحرية في التاريخ الإندونيسي فقد كان من المدافعين عن استقلال إندونيسيا عن هولندا. وهو أول من حصل على لقب بطل إندونيسيا القومي. ومن مؤلفاته رواية «صلاح أسوهان» التي تعتبر من أفضل الروايات في عصر الأدب الإندونيسي الحديث.